# Synagoga ve Čkyni
Synagoga stojí v obci Čkyně jako č. p. 105 nedaleko Dolanského potoka v okrese Prachatice. Byla postavena roku 1828 v klasicistním stylu, v přízemí měla školu a byt. Spolu se synagogou v Bechyni je čkyňská synagoga nejstarší dochovanou židovskou svatyní v jižních Čechách Postavena byla jako náhrada za synagogu starou v prostoru tzv. Vysokého dvora, přeměněnou po roce 1827 na hospodářskou budovu a v roce 1977 zbořenou.
Nová synagoga přestala sloužit svému původnímu účelu již před rokem 1920, kdy v důsledku úbytku židovského obyvatelstva (úmrtnost a migrace do měst) byla místní židovská obec zrušena a přenesena do Vimperka, kde byla postavena roku 1925 nová synagoga. Podobný osud potkal další nedaleké venkovské synagogy ve Vlachově Březí a v Dubu. Čkyňskou synagogu prodala židovská obec roku 1922, objekt byl pak přestaven na obytný dům s truhlářskou dílnou. Obýván byl pak až do roku 1983.
Roku 1988 byla budova prodána Jednotě Vimperk a pak chátrala, roku 1991 se ji však podařilo vykoupit do majetku obce a začalo se s obnovou. Roku 1999 byla dokončena oprava střechy, opraven byl strop hlavní modlitebny a její podlaha, a v obou modlitebnách byla osazena nová okna. Společnost pro obnovu židovské synagogy ve Čkyni o.p.s. nepolevila a každoročně přidávala další opravy za obtížně získávané dary a menší finanční příspěvky povětšinou ministerstva kultury. Tato snaha by byla marná bez obětavé podpory ing. Petra Rába, tehdejšího stavbyvedoucího firmy Tekton, a jejího majitele, jímž byl Bohumil Kučera. Každým rokem se tak rekonstrukce pohnula kupředu, až byla roku 2010 synagoga připravena na fasádu, podlahy a interiéry, plus rekonstrukci exteriérů. Díky evropskému přeshraničnímu projektu Krajina spojuje – a spolupráci se zámkem Wolfstein ve Freyungu – byla bývalá synagoga již za tři roky připravena pro znovuzasvěcení. Je zde jediná modlitebna v jihočeském kraji.[zdroj?] 5. října 2013 se tak do Čkyně sjelo osmnáct potomků židovských obyvatel, odpočívajících na zdejším židovském hřbitově, včetně tehdejšího prvního rabína nové synagogy. Od roku 2014 je pak tato multifunkční budova otevřena veřejnosti. Hlavní sál je věnován synagogám jako takovým, a pak čtyřem z blízkého okolí, které neunikly totální destrukci. Kromě již zmíněné modlitebny je zde i malá fotogalerie historie městečka Čkyně a bývalá hlavní ženská galerie slouží každoročně hned několika výstavám. V přízemí je informační centrum, knihovna se studovnou a promítací sál. Vše je zaměřené na tematiku židovství, všechny sály však zároveň slouží pro pestré aktivity místních i jako koncertní a přednáškové síně.
Ve štítu synagogy je velmi neobvykle zobrazeno Boží oko. Uvnitř budovy se nachází hlavní a zimní modlitebna. V zimní se dochovala dřevěná schrána na tóru, i se zdejší Tórou, která se při rekonstrukci našla na půdě, zůstala zde původní podlaha a velké závěsné secesní světlo. V hlavní modlitebně se nachází iluzívní oltář, zrekonstruované původní nápisy a na vstupní zdi velký seznam jmen a společné místo úmrtí čtrnácti čkyňských obyvatel, Osvětim. Vedle budovy stojí bývalý přístřešek na pohřební vůz, dnes využívaný jako zázemí Společnosti. Obě stavby byly v roce 1992 vyhlášeny kulturní památkou České republiky.